# Hessea pilosula
Hessea pilosula là một loài thực vật có hoa trong họ Măng tây. Loài này được D.Müll.-Doblies & U.Müll.-Doblies mô tả khoa học đầu tiên năm 1985.